# Gerhard Albersheim
Gerhard Albersheim (* 17. November 1902 in Köln; † 19. Oktober 1996 in Basel) war ein US-amerikanischer Musikwissenschaftler und Pianist deutscher Herkunft.

## Leben und Werk

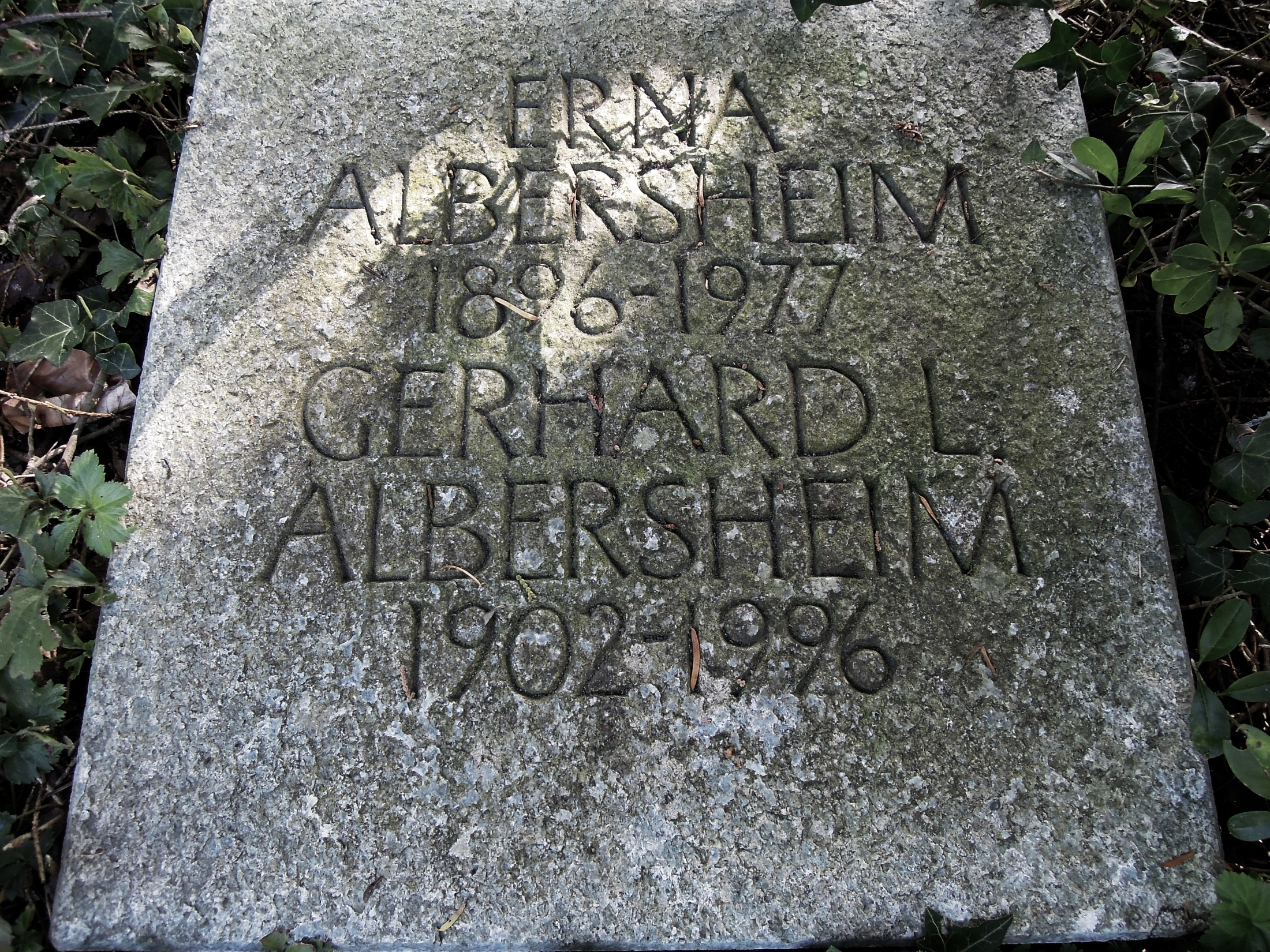
Grab auf dem Friedhof Bromhübel in Arlesheim.

Albersheim studierte zunächst Klavier, Cello und Musiktheorie in Köln. Anschließend studierte er in Wien weiter. Er schloss 1930 diese Studien mit der Österreichischen Staatsprüfung für Musiklehrer mit dem Hauptfach Klavier ab. Von 1926 bis 1929 studierte er gleichzeitig über drei Jahre bei Heinrich Schenker privat in Wien. Während er Privatunterricht gab und als Repetitor arbeitete, promovierte er von 1933 bis 1938 in Physik und Musikwissenschaft an der Universität Wien. 1939 veröffentlichte er seine Dissertation zu einem Thema der akustischen Psychologie.
1939 emigrierte Albersheim nach Los Angeles und nahm später die amerikanische Staatsbürgerschaft an. Seit 1947 lehrte er in Los Angeles an der Fakultät des Conservatory of Music and Arts. 1956 wurde er Assistant Professor of Music am State College of Applied Arts and Sciences. Im gleichen Jahr wurde er als Acting Professor of Music an die University of California in Los Angeles berufen. In Los Angeles wirkte Albersheim zusätzlich als Pianist und Liedbegleiter. Er begleitete unter anderem Elisabeth Schumann, Ezio Pinza und Dietrich Fischer-Dieskau in öffentlichen Konzerten. Er assistierte Lotte Lehmann bei ihren Gesangskursen. In seinen Veröffentlichungen behandelte er vorwiegend Themen wie musikalische Akustik, Psychologie des Hörens sowie deren Beziehungen zur Musikästhetik.
Für seinen Ruhestand ab 1969 ließ er sich in Basel nieder. Seine letzte Ruhestätte fand er auf dem Friedhof Bromhübel in Arlesheim.

## Publikationen
- Zur Psychologie der Ton- und Klangeigenschaften. Straßburg 1939.
- Das Raumerlebnis in tonaler und atonaler Musik. In: Die Natur der Musik als Problem der Wissenschaft. Kassel 1962; englischsprachiger Originalaufsatz 1960/1961.
- The Present State of Music Psychology. New York 1961.
- Die Tonstufe. 1963.
- Die Rolle der Konvention in der abendländischen Musik. Kassel 1967.
- Reflexionen über Musikwissenschaft und Soziologie. In: The International Rev. of Music Aesthetics and Sociology. 1970.